# Kjell Svensson
Kjell Gustaf Svensson (Södertälje, 10 settembre 1938) è un hockeista su ghiaccio svedese.

## Palmarès

### Olimpiadi invernali
- Argento a Innsbruck 1964.

### Mondiali
- Oro a Colorado Springs-Denver 1962.
- Argento a Stoccolma 1963.
- Argento a Vienna 1967.
- Bronzo a Tampere 1965.